# HV Berkel en Rodenrijs
Hockeyvereniging Berkel en Rodenrijs is een Nederlandse hockeyclub uit Berkel en Rodenrijs, opgericht op 22 mei 1975. Het eerste mannenelftal speelt in de Overgangsklasse (seizoen 2019/20) en het eerste dameselftal speelt in de Tweede klasse (seizoen 2019/20).
De club speelt op sportterrein Het Hoge Land in Berkel en Rodenrijs, en heeft 5 velden waarvan 2 watervelden en 1 semi-waterveld. Bij HBR kan zowel zaal- als veldhockey worden beoefend. De club telt 1500 leden.

## Geschiedenis
In 1973 ontstonden ideeën in Berkel en Rodenrijs en Bergschenhoek om een hockeyclub op te richten. De initiatiefnemers, Hans Minnigh and Peter Graaff, zochten naar sympathisanten en hebben de gemeenteraad van Berkel en Rodenrijs gepolst. Die gaf in 1974 aan dat er niet op korte termijn voor een veld kon worden gezorgd. Toch werd in 1975 de HBR opgericht. In de beginperiode werd er gespeeld op plaatselijke grasveldjes, in de speeltuin van meneer de Bruin en in de winter in de Rodenrijse veiling. Voor de eerste officiële wedstrijden werd er uitgeweken naar Hockeyclub Rotterdam waarbij de teamleden, zowel junioren als senioren in wit-zwarte kostuums dienden te spelen.
In december 1975 keurt de Berkelse gemeenteraad een krediet goed waarmee een grasoefenveld kon worden aangelegd. In 1977 volgt de opening van het eigen complex op sportpark Het Hoge Land. Inmiddels hadden de clubbestuurders ook het nieuwe kostuum, waar nu ook nog mee gespeeld wordt, en het logo bepaald. Het eerste clubhuis bestond toen uit 2 provisorische bouwketen die met hulp van vele leden in die tijd zelf is afgewerkt. In 1984 volgt de opening van het nieuwe clubhuis. In 2004 is door de jeugd van HBR de eerste steen gelegd van het huidige clubhuis.